# Ballaharra Stones

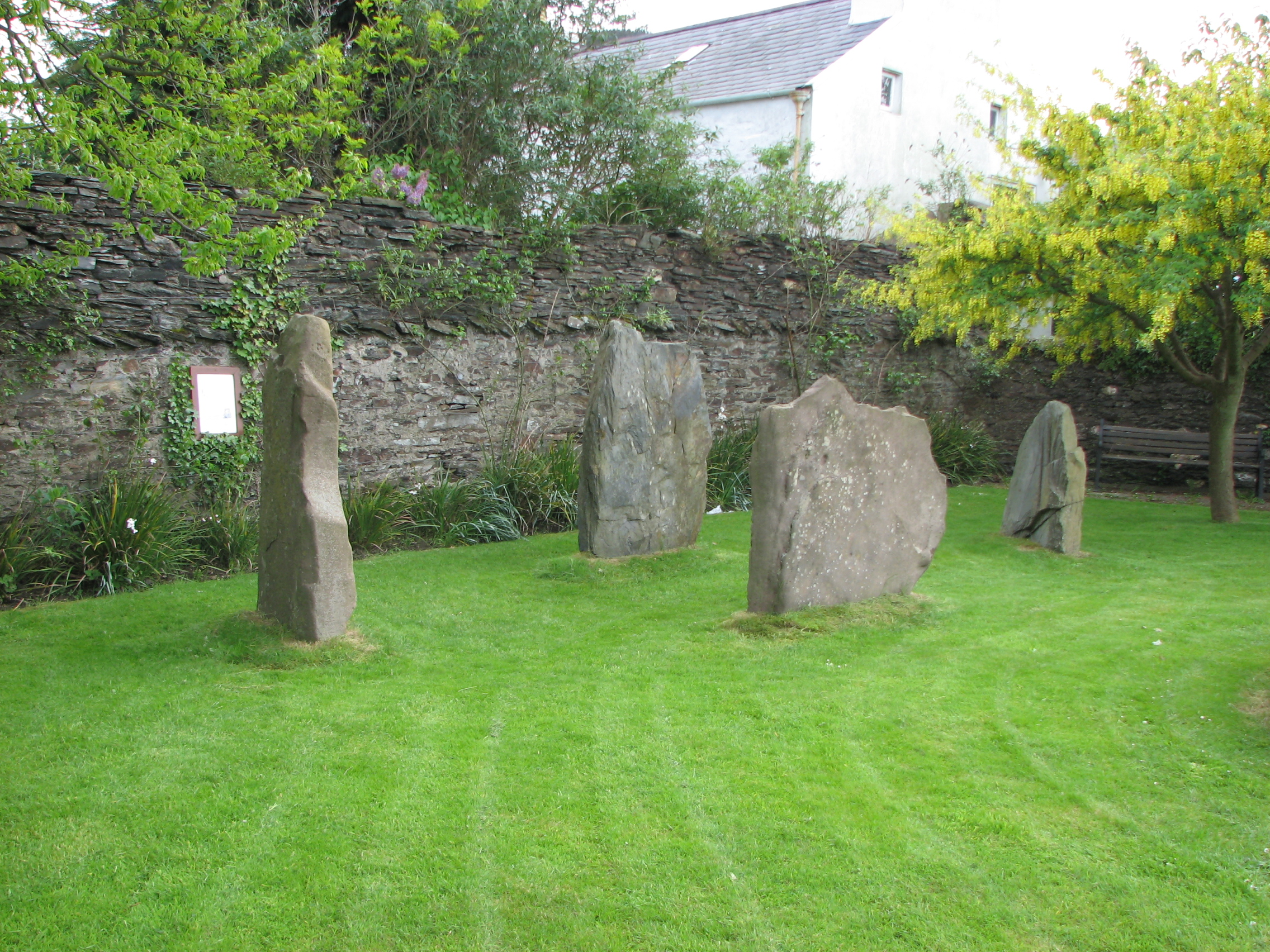
Ballaharra Steine am neuen Aufstellungsort

Die Ballaharra Stones wurden 1971 auf der Isle of Man während der Erweiterung einer Sandgrube entdeckt. Eine Ausgrabung wurde von der lokalen Archäologin Sheila Cregeen vorgenommen (Lage).
Die stark gestörte zweikammerige Grabstätte mit Ablagerungen von Leichenbrand datiert von 2300 v. Chr. und stammt aus derselben neolithischen Periode wie King Orry’s Grave und Cashtal yn Ard. Die Töpferware von Ballaharra zeigt eine Dekoration, wie sie auch auf dem Mull Hill gefunden wurde.
Der oberirdische Teil der Anlage bestand aus sechs großen Menhiren. Zwei der Steine waren zerstört worden. Die vier restlichen wurden von den Eigentümern der Ballaharra Sandgrube der German Parish geschenkt, die die Steine in St. John’s in der Nähe des Tynwald Hill aufstellen ließ, ohne eine Rekonstruktion anzustreben. Wiederaufstellungsort: 54° 12′ 9,7″ N, 4° 38′ 25,5″ W